# Stanley R. Jaffe
Stanley Richard Jaffe (* 31. Juli 1940 in New Rochelle, New York; † 10. März 2025 in Rancho Mirage, Kalifornien) war ein US-amerikanischer Filmproduzent. Er wurde 1980 für den Film Kramer gegen Kramer mit dem Oscar in der Kategorie Bester Film ausgezeichnet.

## Leben
Jaffe kam 1940 in New Rochelle als Sohn des Filmproduzenten Leo Jaffe zur Welt. Er studierte Ökonomie an der Wharton School der University of Pennsylvania und machte 1962 seinen Abschluss. Danach arbeitete er für die Filmproduktionsfirma Seven Arts und assistierte dort dem Gründer Eliot Hyman. 1968 verließ er die Firma, um für CBS zu arbeiten. Hier begann er seine Tätigkeit als Produzent 1969 mit den Filmen Zum Teufel mit der Unschuld und Die Schritte des Mörders. 
Ab 1979 war er mit Jaffilms als unabhängiger Produzent tätig. Sein erster Film war Kramer gegen Kramer, für den er 1980 den Oscar sowie den italienischen Filmpreis David di Donatello  erhielt.
1983 gab er mit dem Filmdrama An einem Morgen im Mai sein Debüt als Regisseur. Es blieb seine einzige Regiearbeit. 1984 gründete er zusammen mit Sherry Lansing die unabhängige Produktionsgesellschaft Jaffe-Lansing. Gemeinsam waren die beiden 1988 für ihre Produktion Eine verhängnisvolle Affäre für den Oscar nominiert. Sie arbeiteten bis in die frühen 1990er Jahre als Produzenten zusammen.
Jaffe war mehr als drei Jahrzehnte verheiratet und Vater von vier Kindern. Er starb im März 2025 im Alter von 84 Jahren in seinem Zuhause in Kalifornien.

## Filmografie (Auswahl)
- 1969: Zum Teufel mit der Unschuld (Goodbye, Columbus)
- 1969: Die Schritte des Mörders (I Start Counting)
- 1972: In schlechter Gesellschaft (Bad Company)
- 1976: Die Bären sind los (The Bad News Bears)
- 1979: Kramer gegen Kramer (Kramer vs. Kramer)
- 1981: Die Kadetten von Bunker Hill (Taps)
- 1983: An einem Morgen im Mai (Without a Trace)
- 1987: Eine verhängnisvolle Affäre (Fatal Attraction)
- 1988: Angeklagt (The Accused)
- 1989: Black Rain
- 1991: Der Außenseiter (School Ties)
- 2000: Ich träumte von Afrika (I Dreamed of Africa)
- 2002: Die vier Federn (The Four Feathers)

## Einzelnachweis
1. 1 2  Mike Barnes: Stanley R. Jaffe, Oscar-Winning ‘Kramer vs. Kramer’ Producer, Dies at 84. In: hollywoodreporter.com. 11. März 2025, abgerufen am 11. März 2025 (englisch).

| Personendaten    | Personendaten                                     |
| ---------------- | ------------------------------------------------- |
| NAME             | Jaffe, Stanley R.                                 |
| ALTERNATIVNAMEN  | Jaffe, Stanley Richard (vollständiger Name)       |
| KURZBESCHREIBUNG | US-amerikanischer Filmproduzent und Filmregisseur |
| GEBURTSDATUM     | 31. Juli 1940                                     |
| GEBURTSORT       | New Rochelle, New York, Vereinigte Staaten        |
| STERBEDATUM      | 10. März 2025                                     |
| STERBEORT        | Rancho Mirage, Kalifornien, Vereinigte Staaten    |